# Encéphale

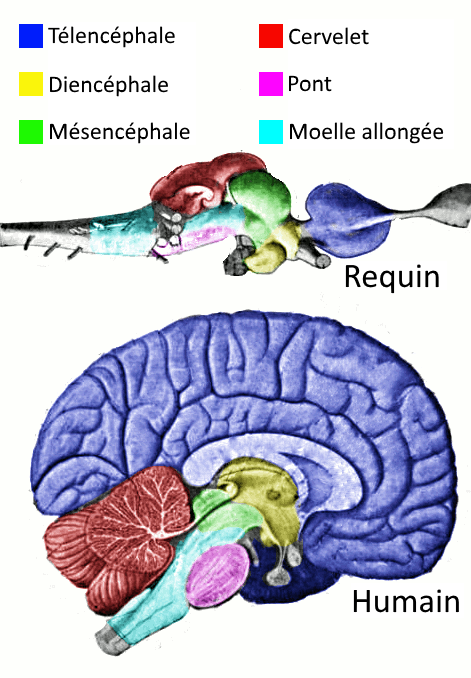
Divisions des régions de l'encéphale entre un requin et un humain.

L'encéphale, terme issu du grec ancien ἐγκέφαλος / enképhalos, « cervelle, cerveau », de ἐν / en, « dans », et κεφαλή / kephalḗ, « tête ». Ce terme désigne en neurosciences le système nerveux central contenu à l'intérieur de la boîte crânienne.
Chez l'humain, et plus généralement les chordés, l'encéphale contient une partie du système nerveux central qui contrôle l'ensemble de l'organisme. L'autre partie du système nerveux central (principalement la moelle spinale) se trouve dans le canal spinal inséré dans la colonne vertébrale.
En neurosciences, le terme « cerveau » s'applique au prosencéphale (parfois plus strictement au télencéphale), tandis que pour les profanes, le terme « cerveau » se confond avec celui d'encéphale.

## Développement de l'encéphale

Cerveau embryonnaire. À gauche : stade à trois vésicules ; à droite : stade ultérieur à cinq vésicules.

Le développement de l'encéphale de l'embryon effectue trois premières divisions : le rhombencéphale qui prolonge la moelle spinale, le mésencéphale et le prosencéphale. Le rhombencéphale évolue ensuite en deux parties qui sont le myélencéphale et le métencéphale ; le prosencéphale évolue aussi en deux parties, à savoir le diencéphale et le télencéphale.
|                | Divisions embryologiques | Divisions embryologiques | Divisions embryologiques | Divisions anatomiques  | Divisions anatomiques |
| Encéphale      | Prosencéphale            | Télencéphale             | Télencéphale             | Télencéphale           | Cerveau antérieur     |
| Encéphale      | Prosencéphale            | Diencéphale              |                          |                        | Cerveau antérieur     |
| Encéphale      | Mésencéphale             | Mésencéphale             | Mésencéphale             | Mésencéphale           | Tronc cérébral        |
| Encéphale      | Rhombencéphale           | Métencéphale             | Protubérance annulaire   | Protubérance annulaire | Tronc cérébral        |
| Encéphale      | Rhombencéphale           | Métencéphale             | Cervelet                 | Cervelet               | Cervelet              |
| Encéphale      | Rhombencéphale           | Myélencéphale            | Moelle allongée          | Moelle allongée        | Tronc cérébral        |
| Moelle spinale | Moelle spinale           | Moelle spinale           | Moelle spinale           | Moelle spinale         | Moelle spinale        |

## Anatomie de l'encéphale
L'encéphale humain adulte est constitué de quatre grandes régions : 
- Le cerveau, constituant la plus grande partie de l'encéphale et regroupant ; 
  - Le télencéphale, à savoir les deux hémisphères cérébraux, particulièrement volumineux et rattachés de part et d'autre au diencéphale ;
  - Le diencéphale, surmontant le tronc cérébral et constitué du thalamus, de l'hypothalamus et de l'épithalamus ;
- Le tronc cérébral, qui est le prolongement de la moelle épinière (constitué du bulbe rachidien, du pont et du mésencéphale) ;
- Le cervelet, situé sous le cerveau et derrière le tronc cérébral.

| Répartition du poids des différentes parties de l'encéphale | Répartition du poids des différentes parties de l'encéphale |
| Composant                                                   | %                                                           |
| ----------------------------------------------------------- | ----------------------------------------------------------- |
| Télencéphale                                                | 83                                                          |
| Diencéphale                                                 |                                                             |
| Tronc cérébral                                              |                                                             |
| Cervelet                                                    |                                                             |

## Protection de l'encéphale
Pour sa protection, l'encéphale est entouré du crâne et des méninges crâniennes. Il est également protégé par le liquide cérébrospinal (LCS).

## Irrigation sanguine et barrière hématoencéphalique
L'encéphale humain est essentiellement irrigué de sang par les artères vertébrales et par les artères carotides internes. Le sang provenant de la tête est ensuite réacheminé au cœur par les veines jugulaires internes.
La barrière hématoencéphalique est une protection des cellules cérébrales empêchant les agents pathogènes et les substances toxiques du sang de pénétrer dans le tissu cérébral.

## Fonctions des organes encéphaliques
Chaque constituant de l'encéphale joue un rôle spécifique :
- le cervelet permet la coordination des mouvements du corps ;
- le tronc cérébral permet le contrôle de l'activité du cœur et des poumons ;
- les diverses parties du diencéphale contribuent à la régulation de l'activité du système nerveux autonome, du système hormonal et du sommeil ;
- les hémisphères cérébraux permettent d'avoir conscience de nos sensations ou émotions, de développer des facultés intellectuelles et d'effectuer un mouvement quand on le désire.